# 3Hz
株式会社3Hz（サンヘルツ、英: 3Hz Inc.）は、日本の企業。かつてはアニメ制作会社として活動していた。主に「Studio 3Hz」（スタジオサンヘルツ）とクレジットされていた。

## 歴史
Production I.Gを経てボンズの制作デスクだった小笠原宗紀、演出家の橘正紀、アニメーターの新井浩一と共にキネマシトラスを設立し同社で取締役、『東京マグニチュード8.0』『.hack//Quantum』『CØDE:BREAKER』などのプロデューサーを務めた松家雄一郎が2013年に設立した。
2014年に放送されたオリジナルアニメ『天体のメソッド』で元請制作を開始。
2024年6月17日、アニメーション企画・制作事業をA-1 Picturesに譲渡したことを発表した。同年10月開始予定の『ソードアート・オンライン オルタナティブ ガンゲイル・オンラインII』は制作スタジオ表記をStudio 3HzからA-1 Picturesに変更し放送される。

## 作品

### テレビアニメ
| 開始年 | 放送期間         | タイトル                                                       | 監督              | シリーズ構成    | 原作       | 共同制作  |
| ------ | ---------------- | -------------------------------------------------------------- | ----------------- | --------------- | ---------- | --------- |
| 2014年 | 10月 - 12月      | 天体のメソッド                                                 | 迫井政行          | 久弥直樹        | オリジナル |           |
| 2016年 | 1月 - 3月        | Dimension W                                                    | 亀井幹太          | 菅正太郎 檜垣亮 | 漫画       | オレンジ  |
| 2016年 | 10月 - 12月      | フリップフラッパーズ                                           | 押山清高          | 綾奈ゆにこ      | オリジナル |           |
| 2017年 | 7月 - 9月        | プリンセス・プリンシパル                                       | 橘正紀            | 大河内一楼      | オリジナル | アクタス  |
| 2018年 | 4月 - 7月        | ソードアート・オンライン オルタナティブ ガンゲイル・オンライン | 迫井政行          | 黒田洋介        | 小説       |           |
| 2019年 | 10月 - 2020年1月 | ライフル・イズ・ビューティフル                                 | 高橋正典          | 髙橋龍也        | 漫画       |           |
| 2020年 | 1月、4月 - 6月   | A3! SPRING & SUMMER                                            | 中園真登 篠原啓輔 | ハヤシナオキ    | ゲーム     | P.A.WORKS |
| 2020年 | 10月 - 12月      | A3! AUTUMN & WINTER                                            | 迫井政行          | ハヤシナオキ    | ゲーム     | P.A.WORKS |
| 2022年 | 4月 - 6月        | ヒーラー・ガール                                               | 入江泰浩          | 木村暢          | オリジナル |           |
| 2022年 | 7月 - 9月        | はたらく魔王さま!!                                             | 筑紫大介          | 横谷昌宏        | 小説       |           |
| 2023年 | 4月 - 6月        | THE MARGINAL SERVICE                                           | 迫井政行          | 猪原健太        | オリジナル |           |
| 2023年 | 7月 - 9月        | はたらく魔王さま!!2nd Season                                   | 筑紫大介          | 横谷昌宏        | 小説       |           |

### 劇場アニメ
| 公開年 | 公開日  | タイトル | 監督                    | 脚本         | 原作       |
| ------ | ------- | -------- | ----------------------- | ------------ | ---------- |
| 2019年 | 10月5日 | BLACKFOX | 野村和也（総） 篠原啓輔 | ハヤシナオキ | オリジナル |

### Webアニメ
| 公開年 | タイトル                                  | 監督     | 原作       |
| ------ | ----------------------------------------- | -------- | ---------- |
| 2019年 | 天体のメソッド 第17話『もうひとつの願い』 | 迫井政行 | オリジナル |

### ゲーム
| 発売年 | タイトル             | 備考                           |
| ------ | -------------------- | ------------------------------ |
| 2015年 | 東亰ザナドゥ         | オープニングアニメーション制作 |
| 2016年 | イースVIII           | オープニングアニメーション制作 |
| 2017年 | 英雄伝説 閃の軌跡III | オープニングアニメーション制作 |

## 関連人物

### アニメーター・演出家
- 入江泰浩
- 迫井政行
- 秋谷有紀恵
- 鶴窪久子

### 制作
- 松家雄一郎（代表取締役・プロデューサー）
- 久保秀彰（プロデューサー）
- 小川照永（制作デスク）